# Linda Caicedo
Linda Lizeth Caicedo Alegría (* 22. Februar 2005 in Cali) ist eine kolumbianische Fußballspielerin. Zumeist wird sie als Stürmerin eingesetzt.

## Karriere

### Vereine
Linda Caicedo begann ihre Fußballlaufbahn mit fünf Jahren bei Club Deportivo Real Juanchito. Zunächst spielte sie mit Jungen, ehe Caicedo im Alter von 10 Jahren beim Club Deportivo Generaciones Palmiranas erstmals in Mädchenmannschaften auflief. Nach einem Jahr wechselte sie in die Jugend von Club Deportivo Atlas CP, wo sie drei Jahre verbrachte. Im Jahr 2019 unterzeichnete Atlas ein Abkommen mit dem Profiverein América de Cali, der es Linda Caicedo ermöglichte am 15. Juli 2019 mit letzteren in der Liga Profesional Femenina de Fútbol de Colombia zu debütieren. Bereits ihren ersten Einsatz krönte sie mit einem Tor und beendete die Saison mit sieben Treffern aus ebenso vielen Spielen als Torschützenkönigin. Darüber hinaus gewann Caicedo mit ihrer Mannschaft den Meistertitel. Im Anschluss wechselte die damals 14-jährige Angriffsspielerin zum Lokalrivalen Deportivo Cali. Hier gelang ihr im Jahr 2021 erneut der Sieg in der Meisterschaft und damit die Qualifikation für die Copa Libertadores. Auf internationaler Bühne debütierte Caicedo am 4. November 2021 gegen Alianza Lima und erzielte in vier Spielen ebenso viele Tore, ehe Deportivo Cali im Viertelfinale an Nacional Montevideo scheiterte. Im Jahr 2022 erreichte sie das Endspiel um die kolumbianische Meisterschaft, verlor dieses jedoch gegen ihren Ex-Klub América de Cali.
Im Februar 2023 wechselte Linda Caicedo nach Spanien, wo sie für die Frauenmannschaft von Real Madrid unterschrieb.

### Nationalmannschaft
Linda Caicedo debütierte am 12. November 2019, im Alter von nur 14 Jahren, in einem Freundschaftsspiel gegen Argentinien in der kolumbianischen Nationalmannschaft. Im März 2022 bestritt sie mit der U-17 die U-17-Südamerikameisterschaft und erreichte mit ihrer Auswahl den zweiten Platz. Linda Caicedo erzielte im Turnierverlauf fünf Tore aus ebenso vielen Spielen. Im Juli 2022 bestritt sie mit ihrer Landesauswahl die Südamerikameisterschaft, bei der Kolumbien das Endspiel erreichte, das jedoch mit 0:1 gegen Brasilien verloren ging. Linda Caicedo erzielte in sechs Spielen zwei Tore und wurde für ihre herausragenden Leistungen als beste Spielerin des Turniers ausgezeichnet. Das gute Abschneiden bei der Copa America sicherte ihrem Land die Qualifikation zur Fußball-Weltmeisterschaft der Frauen 2023. Wenig später stand sie im Aufgebot Kolumbiens für die U-20-Weltmeisterschaft, hier scheiterte Caicedo mit ihrer Auswahl im Viertelfinale an Brasilien. Im Oktober bestritt sie mit der U-17-Nationalmannschaft die U-17-Weltmeisterschaft und erreichte abermals das Endspiel, bei dem ihr Team mit 0:1 an Spanien scheiterte. Caicedo erzielte in dem Turnier in sechs Spielen vier Tore.
Am 4. Juli 2023 wurde sie für den finalen Kader bei der Weltmeisterschaft 2023 nominiert, in jedem der fünf Spiele ihres Teams eingesetzt und schied mit der Mannschaft im Viertelfinale gegen die Engländerinnen aus. Sie erzielte zwei Tore während des Turniers.

## Erfolge
Verein
- Kolumbianische Meisterschaft (2): 2019, 2021

Individuelle Erfolge
- Golden Girl (beste U21-Spielerin des Jahres in Europa): 2023
- Beste Spielerin der Copa America: 2022
- Torschützenkönigin der Copa Libertadores: 2021
- Torschützenkönigin der kolumbianischen Meisterschaft: 2019 (7 Tore; gemeinsam mit Joemar Guarecuco)

## Privates
Linda Caicedo wuchs mit ihren Eltern Herlinda Alegría und Mauricio Caicedo sowie ihrer Schwester in Villagorgona (Candelaria), nahe von Cali, auf. Ihre Cousine Kelly Caicedo ist ebenfalls Fußballspielerin und debütierte 2019 in der kolumbianischen Nationalmannschaft. Im Jahr 2020 wurde bei Linda Caicedo ein Ovarialkarzinom diagnostiziert. Nach erfolgter Operation und einer mehrwöchigen Chemotherapie nahm sie Ende des Jahres wieder das Training auf und bestritt die kolumbianische Fußballmeisterschaft.